# Specie di Stellaria
Elenco delle specie di Stellaria.

(I corrispondenti nomi comuni in italiano sono indicati in grassetto)

## A

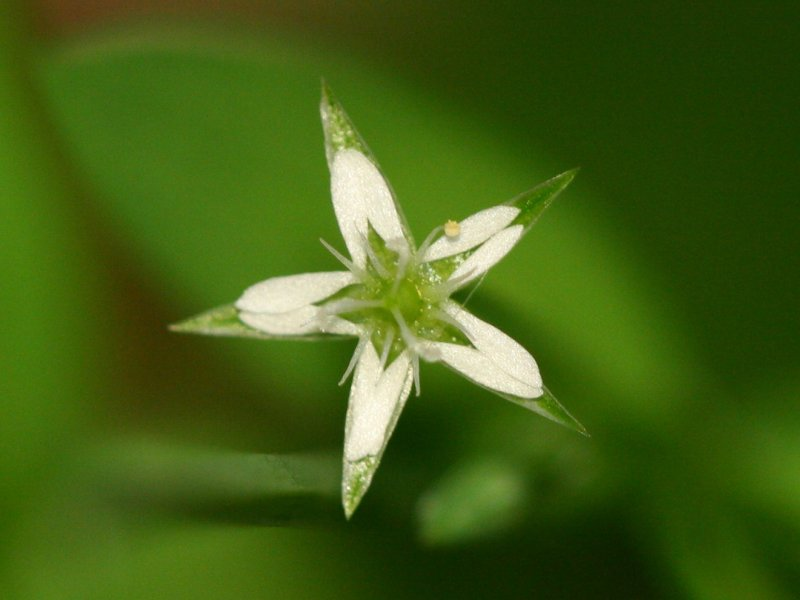
Stellaria alsine

- Stellaria abaensis H.F.Xu & Z.H.Ma
- Stellaria × adulterina Focke
- Stellaria alaschanica Y.Z.Zhao
- Stellaria alaskana Hultén
- Stellaria × alpestris (Hartm.) Hartm.
- Stellaria alsine Grimm  - centocchio dei rivi
- Stellaria alsinoides Boiss. & Buhse
- Stellaria altimontana N.S.Pavlova
- Stellaria × ambigua Bég.
- Stellaria amblyosepala Schrenk
- Stellaria amplexicaulis (Hand.-Mazz.) Huan C.Wang & Feng Yang
- Stellaria anagalloides Rupr.
- Stellaria angarae Popov
- Stellaria angustifolia Hook.
- Stellaria antillana Urb.
- Stellaria antoniana Volponi
- Stellaria apetala Ucria - centocchio senza petali
- Stellaria aphanantha Griseb.
- Stellaria aphananthoidea Muschl.
- Stellaria aquatica (L.) Scop.
- Stellaria arenarioides Shi L.Chen, Rabeler & Turland
- Stellaria arvalis Fenzl ex F.Phil.
- Stellaria australis Zoll. & Moritzi

## B
- Stellaria bayanensis L.Q.Zhao & Y.Z.Zhao

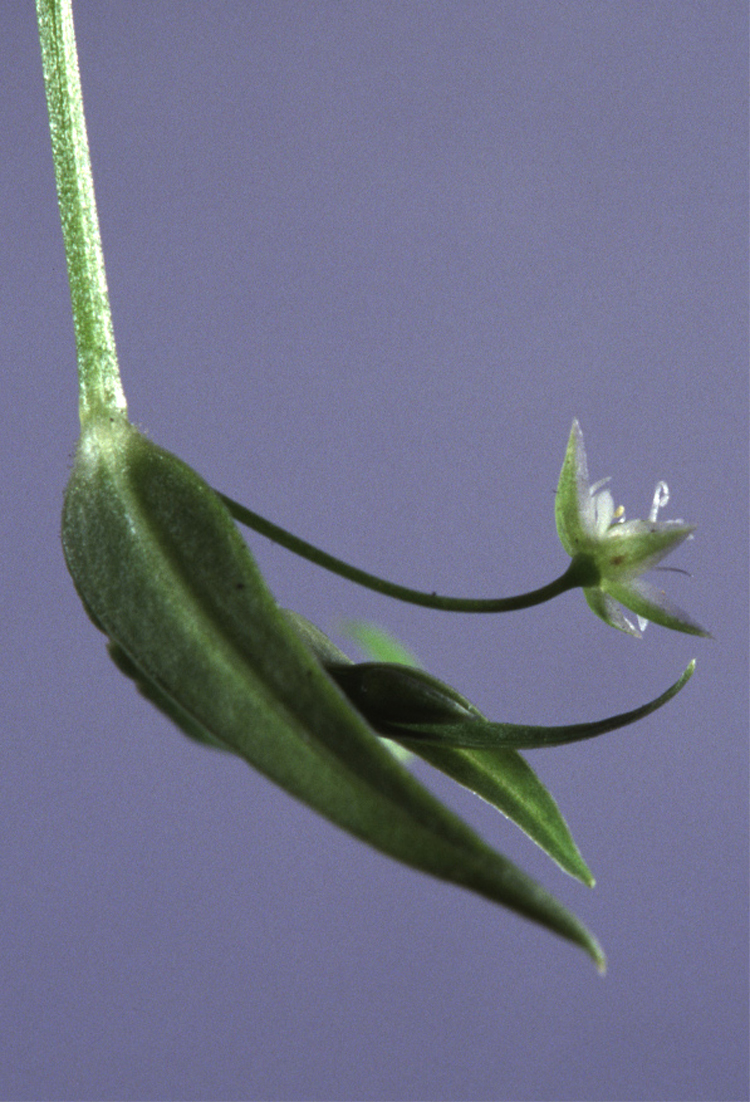
Stellaria calycantha

- Stellaria bistyla Y.Z.Zhao
- Stellaria blatteri Mattf.
- Stellaria borealis Bigelow
- Stellaria brachypetala Bunge
- Stellaria bungeana Fenzl

## C
- Stellaria calycantha (Ledeb.) Bong.
- Stellaria celsa Ravenna
- Stellaria chilensis Pedersen
- Stellaria chinensis Regel
- Stellaria circinata Ravenna
- Stellaria concinna Ravenna
- Stellaria congestiflora H.Hara
- Stellaria corei Shinners
- Stellaria crassifolia Ehrh.
- Stellaria crispa Cham. & Schltdl.
- Stellaria cryptantha (Mattf.) M.T.Sharples & E.A.Tripp
- Stellaria cryptopetala Griseb.
- Stellaria cuonaensis L.H.Zhou
- Stellaria cupaniana (Jord. & Fourr.) Bég.
- Stellaria cuspidata Willd. ex D.F.K.Schltdl.

## D
- Stellaria darvasievii Kamelin
- Stellaria davurica D.F.K.Schltdl.
- Stellaria debilis d'Urv.
- Stellaria decipiens Hook.f.
- Stellaria decumbens Edgew.
- Stellaria delavayi Franch.
- Stellaria depauperata Edgew.
- Stellaria depressa Em.Schmid
- Stellaria dianthifolia F.N.Williams
- Stellaria dicranoides (Cham. & Schltdl.) Fenzl
- Stellaria discolor Turcz.

## E
- Stellaria edwardsii R.Br.
- Stellaria emirnensis Danguy
- Stellaria erlangeriana Engl.
- Stellaria eschscholtziana Fenzl

## F
- Stellaria fennica (Murb.) Perfil.
- Stellaria fenzlii Regel
- Stellaria filicaulis Makino
- Stellaria filiformis (Benth.) Mattf.
- Stellaria fischeriana Ser.
- Stellaria flaccida Hook.

## G

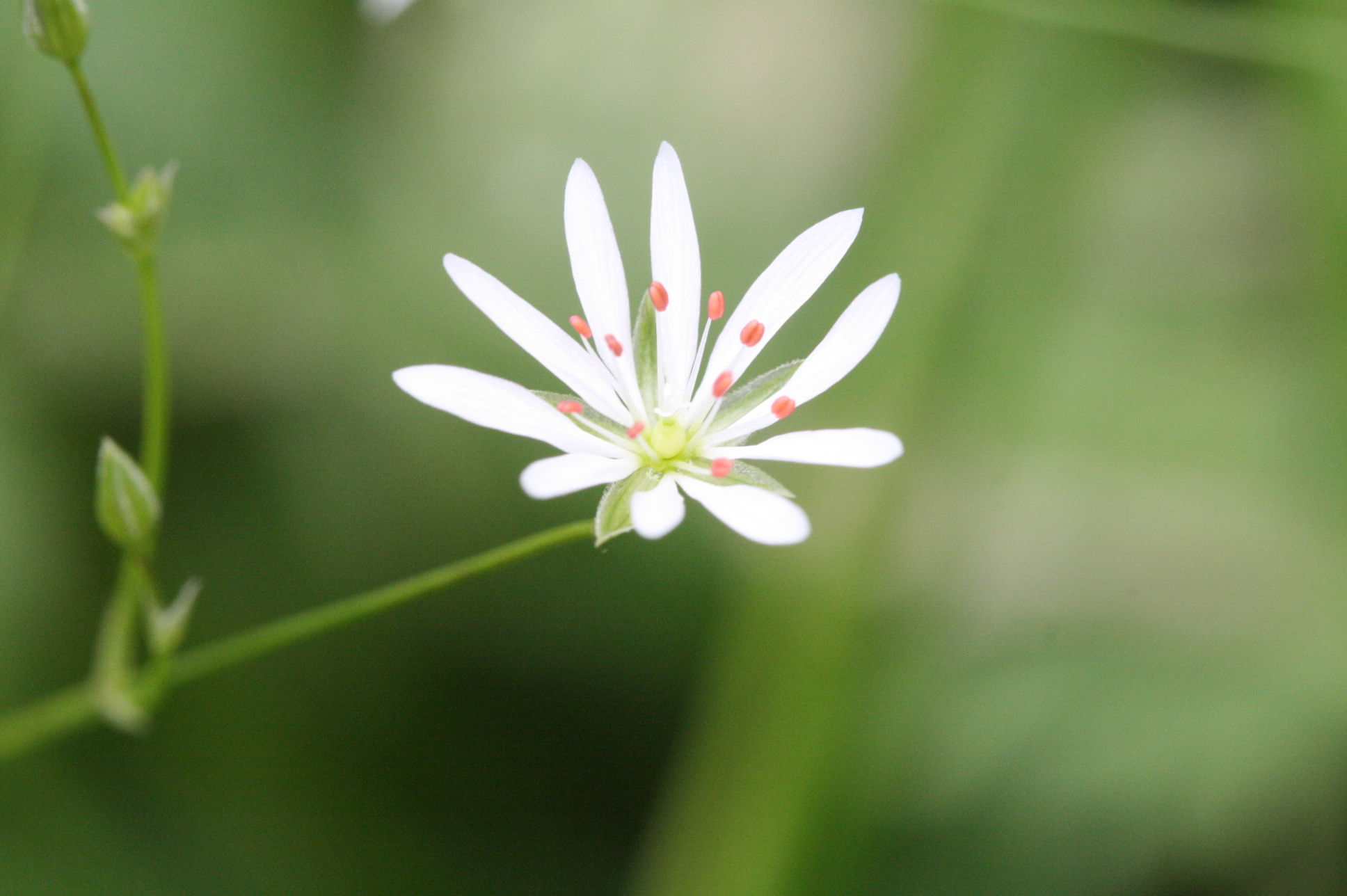
Stellaria graminea

- Stellaria × glauciformis Bouvet (S. graminea × S. palustris)
- Stellaria gracilenta Hook.f.
- Stellaria graminea L. - centocchio gramignola
- Stellaria gyangtsensis F.N.Williams
- Stellaria gyirongensis L.H.Zhou

## H
- Stellaria hebecalyx Fenzl
- Stellaria henryi F.N.Williams
- Stellaria hibinoi Seriz.
- Stellaria hintoniorum B.L.Turner
- Stellaria howardii Maguire
- Stellaria humifusa Rottb.
- Stellaria × hybrida Rouy & Foucaud (S. alsine × S. palustris)

## I
- Stellaria imbricata Bunge
- Stellaria infracta Maxim.
- Stellaria inundata Vorosch.
- Stellaria irazuensis Donn.Sm.
- Stellaria irrigua Bunge

## J
- Stellaria jacutica Schischk.

## K
- Stellaria koelzii Rech.f.
- Stellaria kolymensis A.P.Khokhr.
- Stellaria krylovii N.V.Vlassova & Artemov

## L
- Stellaria laeta Richardson
- Stellaria lanata Hook.f.
- Stellaria × lancifolia Kom.

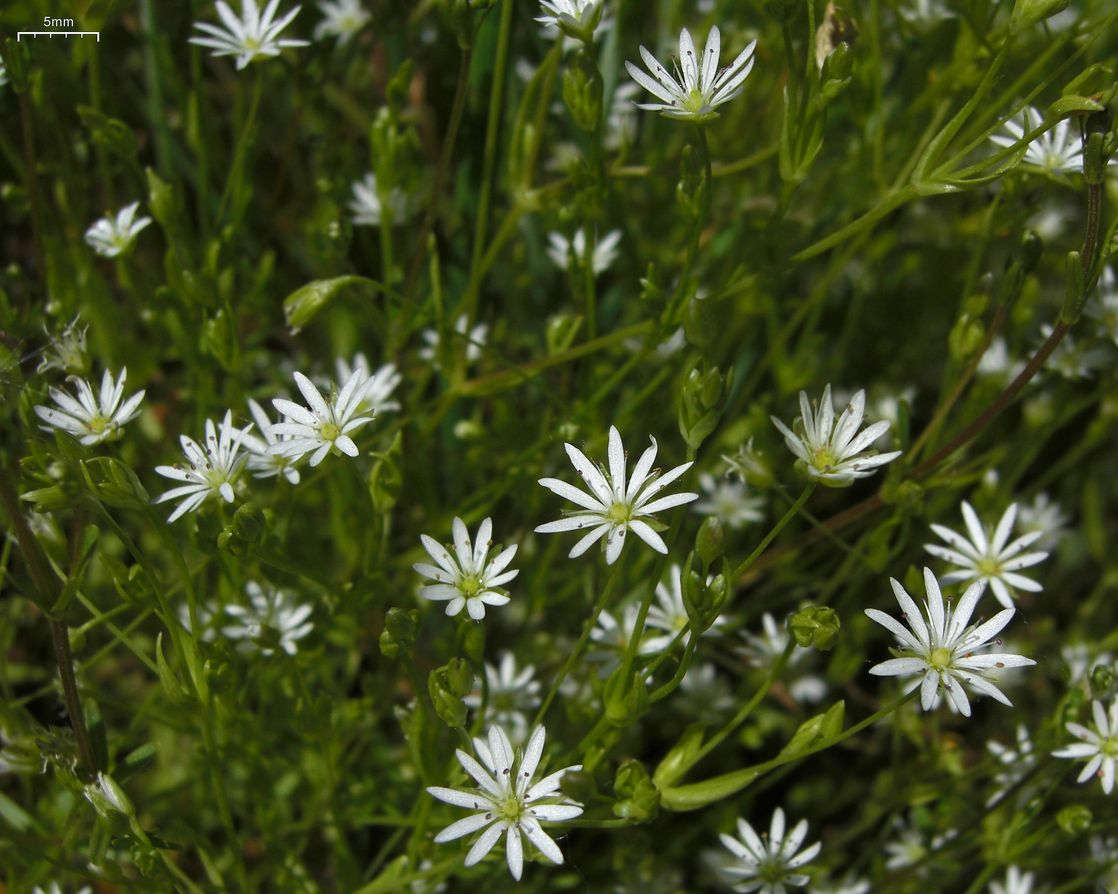
Stellaria longifolia

- Stellaria lanipes C.Y.Wu & H.Chuang
- Stellaria laxmannii Fisch. ex Ser.
- Stellaria leptoclada (Benth.) C.H.Mill. & J.G.West
- Stellaria littoralis Torr.
- Stellaria longifolia Muhl. ex Willd. - centocchio a foglie lunghe
- Stellaria longipes Goldie

## M
- Stellaria mainlingensis L.H.Zhou
- Stellaria mannii Hook.f.

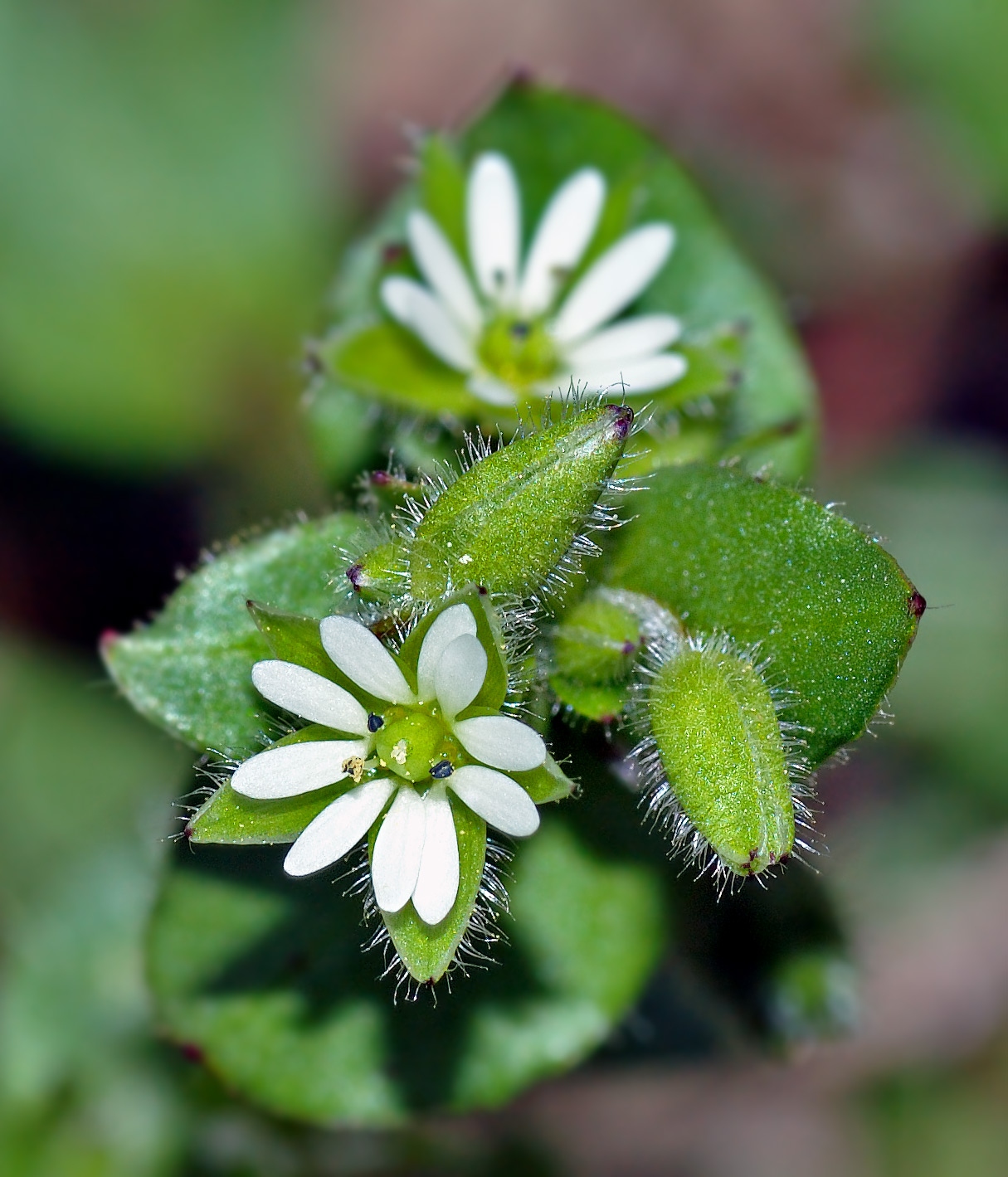
Stellaria media

- Stellaria media (L.) Vill. (sin. = Alsine media L.) - centocchio comune
- Stellaria merzbacheri Kozhevn.
- Stellaria miahuatlana B.L.Turner
- Stellaria minuta Kirk
- Stellaria minutifolia Maguire
- Stellaria montioides (Edgew. & Hook.f.) Ghaz.
- Stellaria motuoensis Meng Li & Y.F.Song
- Stellaria multiflora Hook.
- Stellaria multipartita Bo Xu & Meng Li

## N

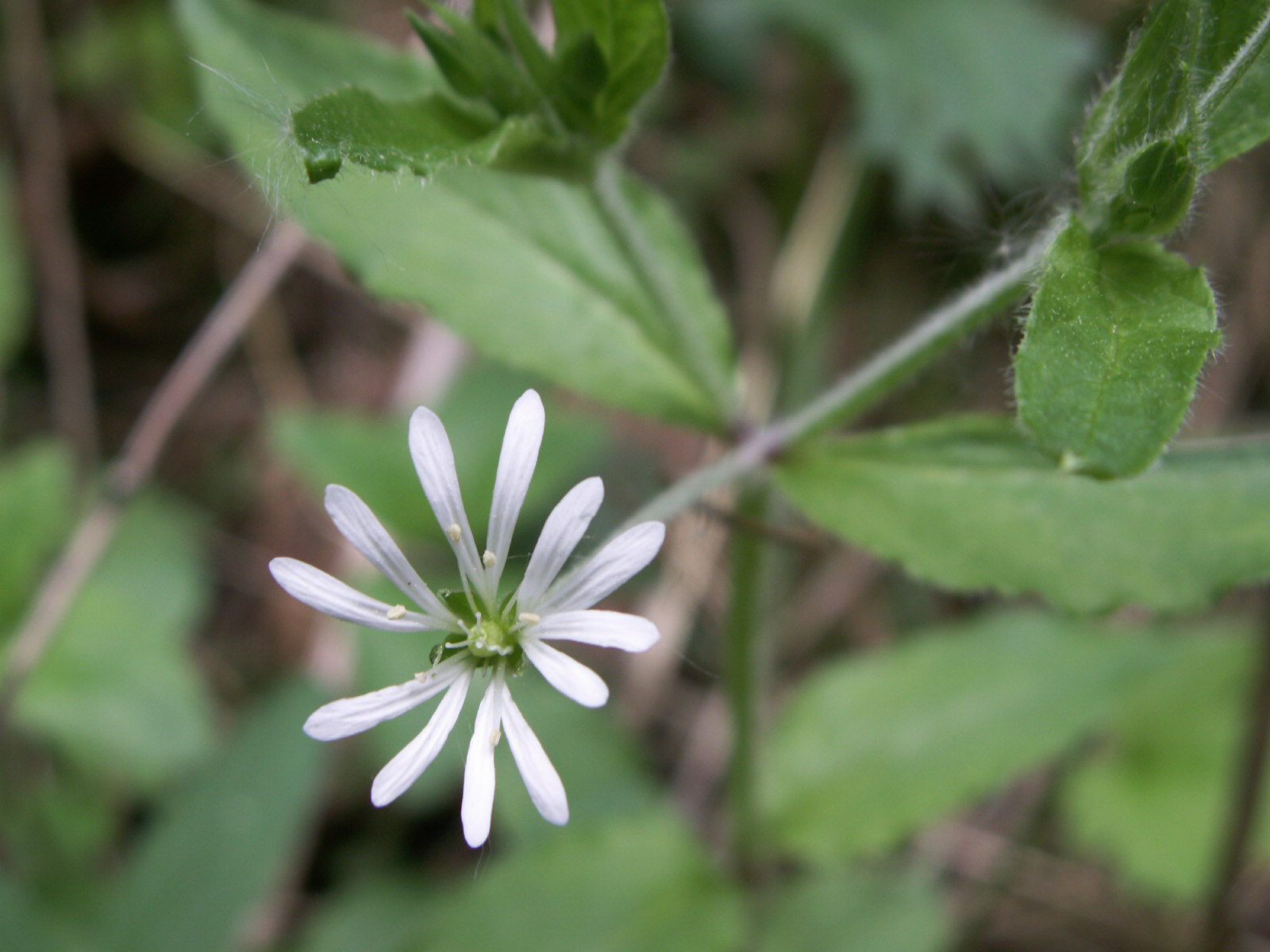
Stellaria nemorum

- Stellaria neglecta (Lej.) Weihe - centocchio a fiori grandi
- Stellaria nemorum L. - centocchio dei boschi
- Stellaria nepalensis Majumdar & Vartak
- Stellaria nipponica Ohwi
- Stellaria nitens Nutt.
- Stellaria nubigena Standl.

## O
- Stellaria omeiensis C.Y.Wu & Tsui ex P.Ke
- Stellaria ovata Willd. ex D.F.K.Schltdl.
- Stellaria oxycoccoides Kom.

## P

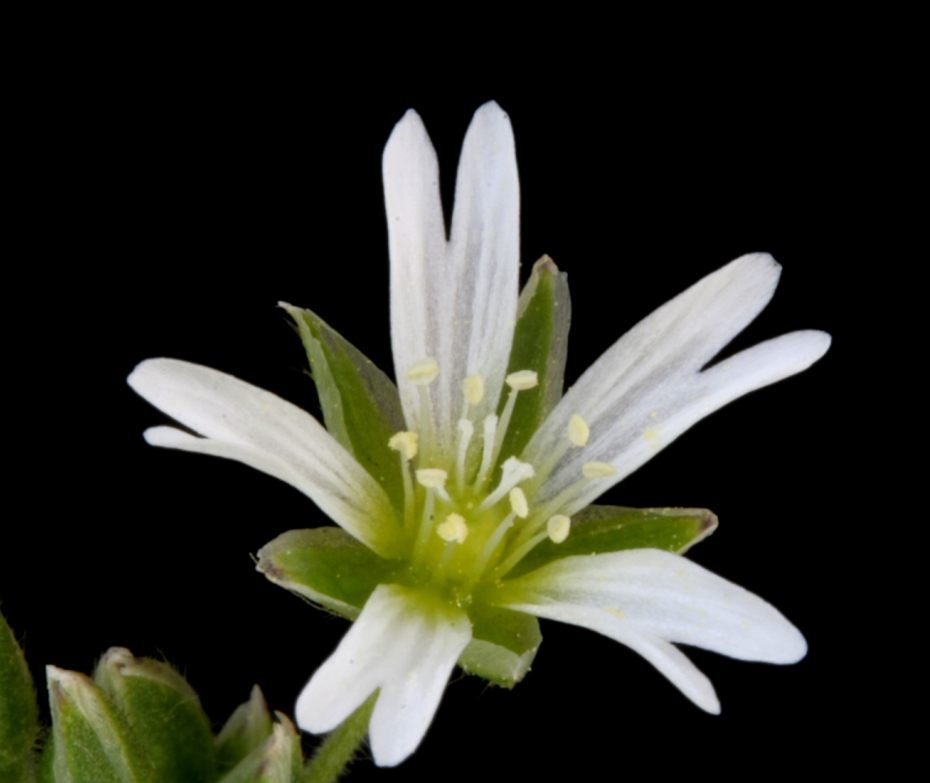
Stellaria palustris

- Stellaria palustris Ehrh. ex Hoffm. - centocchio delle paludi
- Stellaria papillata C.H.Mill. & J.G.West
- Stellaria parviflora Banks & Sol. ex Hook.f.
- Stellaria parviumbellata Y.Z.Zhao
- Stellaria patens D.Don
- Stellaria pauciflora Zoll. & Moritzi
- Stellaria pedersenii Volponi
- Stellaria peduncularis Bunge
- Stellaria pentastyla W.Qiao Wang, H.F.Xu & Z.H.Ma
- Stellaria persica Boiss.
- Stellaria petiolaris Hand.-Mazz.
- Stellaria pilosoides Shi L.Chen, Rabeler & Turland
- Stellaria pinvalliaca Chandra Sek. & S.K.Srivast.
- Stellaria polyantha (Edgew. & Hook.f.) M.T.Sharples & E.A.Tripp
- Stellaria porsildii C.C.Chinnappa
- Stellaria procumbens Huan C.Wang & Feng Yang
- Stellaria pterosperma Ohwi
- Stellaria pubera Michx.
- Stellaria pulvinata Grubov
- Stellaria pungens Brongn.
- Stellaria pusilla Em.Schmid

## R
- Stellaria radians L.

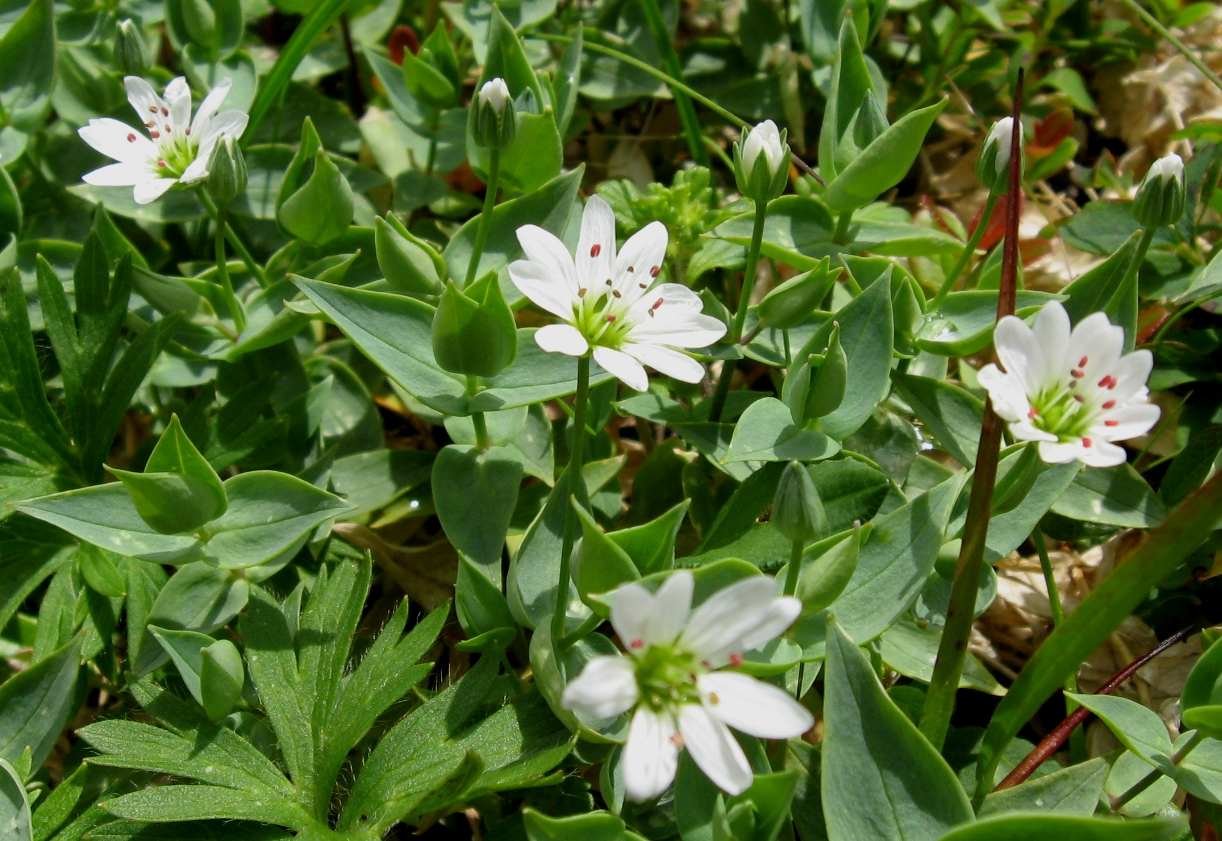
Stellaria ruscifolia

- Stellaria recurvata Willd. ex D.F.K.Schltdl.
- Stellaria reticulivena Hayata
- Stellaria rigida Bunge
- Stellaria roughii Hook.f.
- Stellaria ruderalis M.Lepší, P.Lepší, Z.Kaplan & P.Koutecký
- Stellaria ruscifolia D.F.K.Schltdl.

## S
- Stellaria salicifolia Tsui & P.Ke

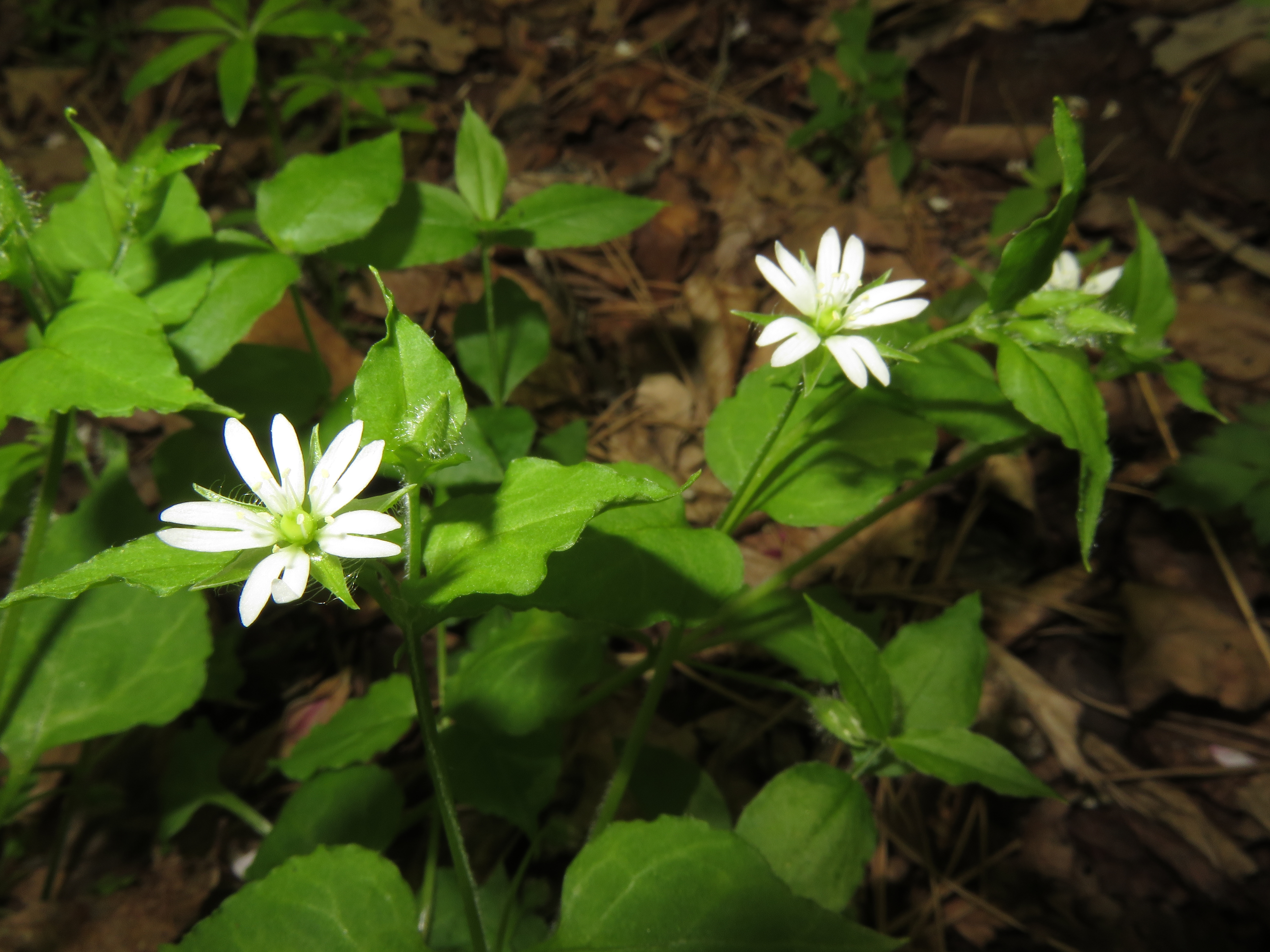
Stellaria sessiliflora

- Stellaria sanjuanensis M.T.Sharples & E.A.Tripp
- Stellaria sarcophylla Rech.f.
- Stellaria scaturiginella Rech.f.
- Stellaria schischkinii Peschkova
- Stellaria semivestita Edgew.
- Stellaria sennii Chiov.
- Stellaria serpens Ravenna
- Stellaria sessiliflora Y.Yabe
- Stellaria sibirica (Regel & Tiling) Schischk.
- Stellaria sikaramensis Rech.f.
- Stellaria sikkimensis Hook.f.
- Stellaria sitchana Steud.
- Stellaria soongorica Roshev.
- Stellaria souliei F.N.Williams
- Stellaria strongylosepala Hand.-Mazz.

## T
- Stellaria tetrasticha (Mattf.) M.T.Sharples & E.A.Tripp
- Stellaria tibetica Kurz

## U

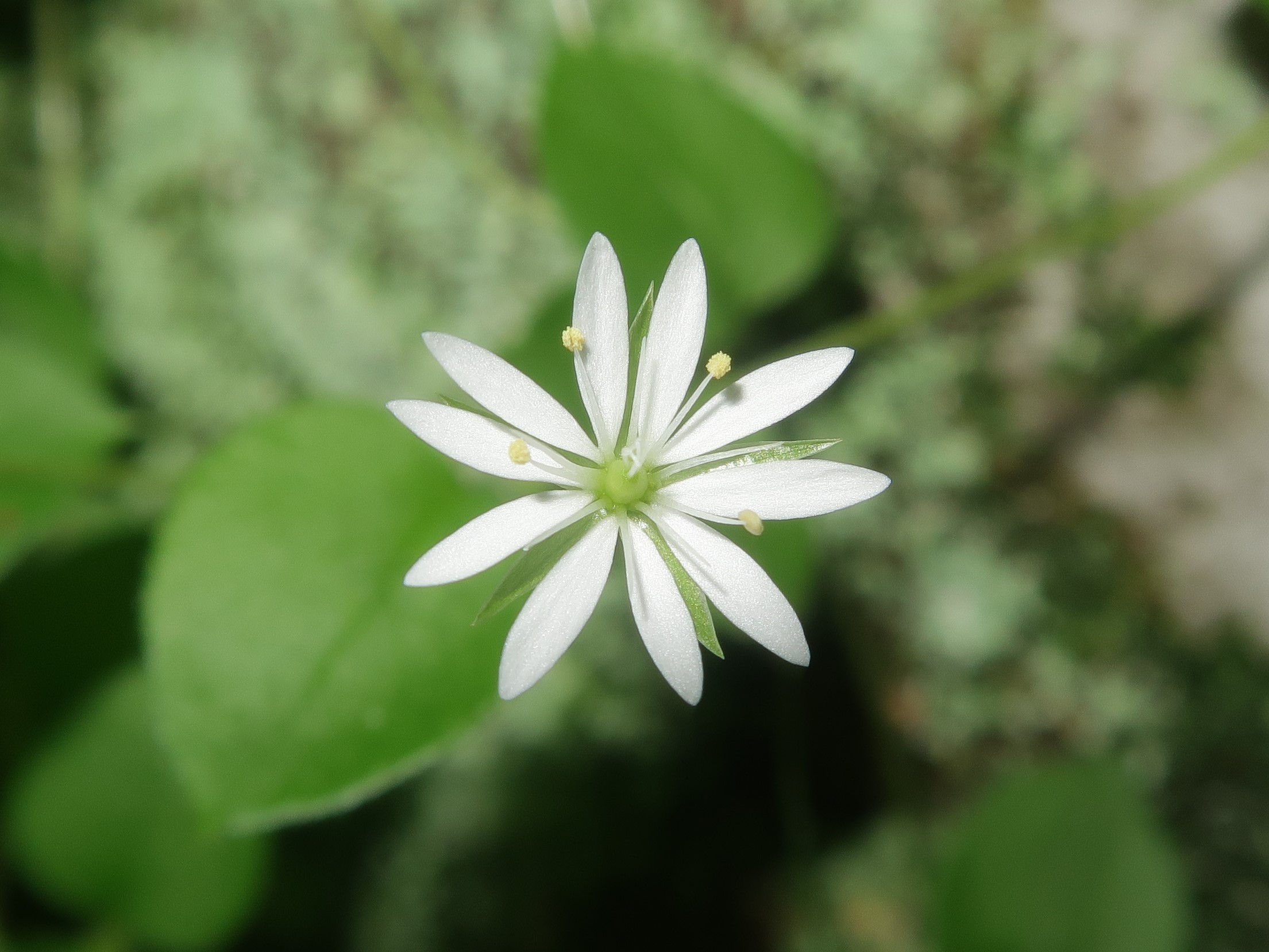
Stellaria uchiyamana

- Stellaria uchiyamana Makino
- Stellaria uda F.N.Williams

## V
- Stellaria venezuelana Steyerm.
- Stellaria vestita Kurz
- Stellaria viridifolia (A.P.Khokhr.) A.P.Khokhr.

## W
- Stellaria wallichiana Haines
- Stellaria weddellii Pedersen
- Stellaria williamsiana Kozhevn.
- Stellaria winkleri (Briq.) Schischk.

## X
- Stellaria xanthospora Chodat & Wilczek

## Y
- Stellaria yinshanensis L.Q.Zhao & Y.Z.Zhao
- Stellaria yungasensis (Rusby) Rusby ex Volponi
- Stellaria yunnanensis Franch.

## Z
- Stellaria zangnanensis L.H.Zhou
- Stellaria zhuxiensis Q.L.Gan & X.W.Li